# Дрю Бински
Дрю Голдбърг, известен с онлайн псевдонима си Дрю Бински, е американски туристически блогър и влогър, който е посетил всяка страна по света. Бински документира пътуванията си в канала си „Ютюб“ и други акаунти в социалните медии. Той държи световния рекорд на Гинес за най-бързо опаковане на куфар. До 2021 г. той държи и рекорда за най-много (12) посещения на обекти от световното културно наследство на ЮНЕСКО за 24 часа, като впоследствие рекордът бива подобрен до 23 посещения.
След като посещава Ямайка, на 29 октомври 2021 г. Бински посещава Саудитска Арабия, завършвайки целта си да посети всяка страна на Земята, призната от ООН. Към 2021 г. неговите видеоклипове са получили повече от 4 милиарда гледания в каналите му в социалните медии.

## Кариера
Дрю Голдбърг е роден на 24 май 1991 г. в Далас, Тексас. След колежа Бински започва работа като преподавател по английски език в Сеул, Южна Корея. Той прекарва там 18 месеца и през това време обикаля 20 страни в Азия. Той напуска преподавателската си работа през януари 2015 г. и се съсредоточава върху пътуванията, започвайки с 3-месечно самостоятелно пътуване из Индия. До октомври 2015 г. той е посещава общо 73 държави. Стартира блог за пътувания, наречен The Hungry Partier (по-късно преименуван на Drew Binsky) и започва да документира пътуванията си в Instagram и Snapchat.
През 2017 г. приятелката му по това време, Деана Салао, му купува камера, когато се преместват в Ханой, Виетнам, което го подтиква да създава и да започне да публикува видеоклипове в канала си в Ютюб – Drew Binsky. През май 2017 г. той качва видео от организирано пътуване до Северна Корея в каналите си в YouTube и Facebook. Видеото събира над 10 милиона гледания в рамките на 2 дни. Бински започва да печели пари от приходи от реклами в YouTube и Facebook, и спонсорирани партньорства с различни марки. Той има над 12 милиона последователи в социалните медии и държи два световни рекорда на Гинес – за посещение на най-много обекти от наследството на ЮНЕСКО за период от 24 часа, както и за най-бързо опаковане на куфари. През 2018 г. той започва да живее и работи в Банкок, Тайланд, а през 2019 г. премества своята дейност в Манила, Филипините.
През октомври 2019 г. Бински се среща със Заблон Симинтов, който се смята за единствения останал евреин, все още живеещ в Афганистан по това време, и го включва във видеоклип, който има над 1 милион гледания. Трите най-гледани видеоклипа на канала му описват срещите му с Вим Хоф в Нидерландия, „най-високите хора в света“ в Южен Судан и Тай Нгок от Виетнам – човек, който твърди, че не е спал от 1962 г.
През 2020 г. Бински обявява предстоящ филм, документиращ неговите пътувания, наречен Border 197. Целта на Бински е да пътува до всичките 197 страни, признати от ООН в света до края на 2020 г., но заради пандемията от COVID-19 той успява да завърши целта си на 29 октомври 2021 г., посещавайки Саудитска Арабия.

## Личен живот
Бински се сгодява за Деана Салао през май 2021 г. Оженват се на остров Балесин (Филипини), на Свети Валентин през 2023 г. След като завършва колеж, Дрю има амбиции да стане професионален играч на голф. Като част от пътуванията си той играе и разглежда голф игрища по цялата земя. От 2021 г. той живее във Финикс, Аризона.